# Кроккер, Антон Иоганн
Антон Иоганн Кроккер (нем. Anton Johann Krocker; 1744—1823) — немецкий ботаник и врач.

## Биография
Антон Иоганн Кроккер родился в 1744 году (по другим данным, в 1742) в деревне Шёнау (ныне — Шонув) близ города Оберглогау (Глогувек) в Силезии в семье крупного землевладельца. Учился во францисканской школе в Леобшюце (Глубчице), в иезуитской школе в Ольмюце (Оломоуц) и в пиаристской школе в Ляйпнике (Липник-над-Бечвоу). Из-за болезни был вынужден вернуться и продолжил получать образование на дому. В 1763 году отправился в Бреслау, где стал учиться медицине у доктора Викке. С 1766 по 1769 Кроккер изучал медицину в Вене у Герарда ван Свитена и Антона де Хена. В 1769 году переехал в Бреслау, где работал врачом.
После выхода книги Линнея «Ботаническая философия» Кроккер заинтересовался изучением растений, стал собирать гербарий. В 1776—1777 были изданы части работы Готтфрида фон Маттушки по флоре Силезии, однако она не была закончена из-за смерти Маттушки. Кроккер начал составлять собственную монографию флоры региона. В его четырёхтомной работе, вышедшей с 1787 по 1823, описывалось 3345 видов растений, в то время как Маттушка описал лишь немногим более 1200 видов.
Антон Иоганн Кроккер умер в Бреслау 27 мая 1823 года.
Гербарий Кроккера хранился в Силезском культурном обществе, однако в 1945 году был уничтожен.

## Некоторые научные работы
- Krocker, A.I. (1787—1823). Flora silesiaca. 4 vols.

## Роды растений, названные в честь А. И. Кроккера
- Krokeria Moench, 1792 [syn.  Lotus Tourn. ex L., 1753]